# Elia Abu Madi
Pour les articles homonymes, voir Madi.
Le nom de famille de cette personne est Abu Madi.
Elia Abou Madi (en arabe : إيليا أبو ماضي, Īlyā Aboū Māḍī, Elia D. Madey) est un poète libanais (Bikfaya, Liban, 1889 ou 1890 - New York, 23 novembre 1957)

## Biographie
Il est né dans le village de Mouhaidatha près de Bikfaya au Liban. Il y vit jusqu'à l'âge de 11 ans avant de quitter le Liban pour Alexandrie en Égypte. Il y reste pendant dix ans et exerce le métier de commerçant dans un magasin de tabac. Pendant son temps libre, il commence à écrire des poésies et à les vendre au journaux locaux. Il rassemble toutes les poésies de cette période dans un recueil qu'il nomme Tidhkâr el Madi (« Les souvenirs du passé » ou « Les souvenirs de Madi » car madi = passé en arabe).
Il émigre aux États-Unis en 1911, d'abord à Cincinnati avant de s'installer en 1916 à New York, entamant une carrière de journaliste. Il publie notamment dans la revue Mir'ât al-Gharb (« Miroir de l'Occident »), éditée par Najeeb Diab (en) - dont il épouse la fille.
Il dirige la revue à partir de 1918.
S'exprimant dans une langue simple, utilisant une technique qui reste classique en dépit de certaines libertés, il décrit le malaise des intellectuels arabes dépaysés. Il adhéra en 1920 à la Pen League (« Arrâbita al kalamia », « Ligue de la plume ») créée par Gibrân Khalîl Gibrân (1883-1931). En 1929, il crée son propre journal à Brooklyn : Assamîr (« The Entertainer »).
Il publie plusieurs recueils dont : Al Jadaouil et Al Khamaïl. À la fin de sa carrière, le poète se consacre à des poésies à sujet social.
Il décède en 1957 et laisse derrière lui deux diwânes (al jadawel et al khamail).

## Publications
- Tidhkâr el Madhi, 1911
- Diwan Ilya Abu Madi, New York, 1919
- Al-Jadawil, New York, 1927
- Al-Khama'il, 1940
- Tibr wa Turab, 1960 (posthume)

## Source
- (en) Cet article est partiellement ou en totalité issu de l’article de Wikipédia en anglais intitulé « Elia Abu Madi » (voir la liste des auteurs).